# Algernon Percy (6. książę Northumberland)
Algernon George Percy, 6. książę Northumberland KG (ur. 20 maja 1810 w Hastings, zm. 2 stycznia 1899 w Coventry) – brytyjski arystokrata i polityk, członek Partii Konserwatywnej, minister w drugim rządzie lorda Beaconsfielda.
Był synem George Percy’ego, lorda Lovaine, najstarszego syna 1. hrabiego Beverley, który był młodszym synem 1. księcia Northumberland. W 1830 r. ojciec Algernona został 2. hrabią Beverley, a jego syn otrzymał tytuł grzecznościowy "lorda Lovaine". W 1865 r. lord Beverley odziedziczył tytuł księcia Northumberland, więc od tamtej pory Algernon nosił tytuł "hrabiego Percy". Tytuł księcia Northumberland odziedziczył po śmierci ojca w 1867 r. Zasiadł wówczas w Izbie Lordów.
Wcześniej zasiadał w ławach Izby Gmin jako reprezentant okręgów Bere Alston (1831–1832) i North Northumberland (1852–1867). W latach 1858–1859 był cywilnym lordem Admiralicji. W 1859 r. był Paymaster-General i wiceprzewodniczącym Zarządu Handlu. W 1877 r. został Lordem Namiestnikiem Northumberland. W latach 1878–1880 był członkiem gabinetu jako Lord Tajnej Pieczęci. W 1886 został kawalerem Orderu Podwiązki.
26 maja 1845 r. poślubił Louisę Drummond (zm. 18 grudnia 1890), córkę Henry’ego Drummonda i lady Henrietty Hay-Drummond, córki 10. hrabiego Kinnoull. Algernon i Louisa mieli razem dwóch synów:
- Henry George Percy (29 maja 1846 – 14 maja 1918), 7. książę Northumberland
- Algernon Malcolm Arthur Percy (2 października 1851 – 28 grudnia 1933), ożenił się z lady Victorią Edgcumbe, miał dzieci